# William Buckley (Sträfling)

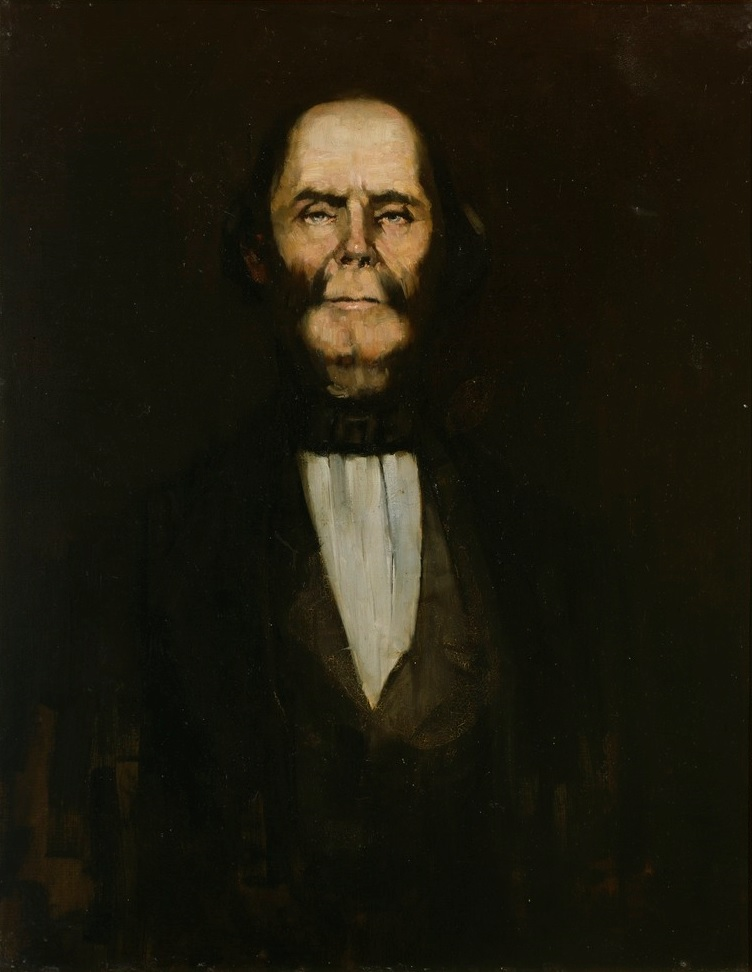
William Buckley

William Buckley (* 1780 in Marton, bei Macclesfield, Cheshire, Großbritannien; † 30. Januar 1856 in Hobart, Tasmanien), auch wild white man („wilder weißer Mann“) genannt, lebte 32 Jahre lang als geflohener Sträfling unter Aborigines.
Buckley wuchs als unehelich geborenes Kind auf einem kleinen Bauernhof bei seinen Großeltern auf. Er begann eine Ausbildung in einer Ziegelei, brach diese aber ab und wurde Infanteriesoldat. 1799 diente er in den Niederlanden, wo er im Kampf verwundet wurde. Nach seiner Rückkehr nach Großbritannien wurde er wegen eines Kleiderdiebstahls am 2. August 1802 zu 14-jährigem Straflager in der Sträflingskolonie Australien verurteilt und kam im April 1803 auf der HMS Calcutta mit Vizegouverneur David Collins nach Port Phillip. Dort floh er mit zwei weiteren Sträflingen. Er freundete sich mit den Wathaurong an, die glaubten, dass der 1,98 m große Mann die Reinkarnation ihres Elder sei. Er nahm die Sprache, Gebräuche und Sitten der Aborigines an und lebte mit einer Aboriginesfrau zusammen, mit der er nach eigenen Angaben eine Tochter hatte.
William Buckley sah mehrere Schiffe, wollte sich aber aus Angst vor Strafe nicht zu erkennen geben. Erst im Juli 1835 stellte er sich John Wedge am Indented Head. Wedge war ein Mitglied der Port Phillip Association, die von John Batman angeführt wurde. Buckley hatte seine eigene Sprache vergessen, wurde aber anhand der Tätowierung W.B. auf seinem Arm identifiziert.
Wedge erreichte, dass Vizegouverneur George Arthur Buckley begnadigte. Anschließend beschäftigte John Batman – und auch später die Regierung – ihn für £ 50 als Dolmetscher. Da er jedoch weder von den Weißen noch von den Aborigines anerkannt wurde, ging er im Dezember 1837 desillusioniert nach Hobart. Dort fand er eine Anstellung in einem Immigrantenheim und war von 1840 bis 1850 Wachmann einer Manufaktur, in der Sträflingsfrauen arbeiteten. 1840 heiratete er Julia Eagers, die Witwe eines Immigranten, mit der er zwei Töchter hatte. Am Ende seines Arbeitslebens erhielt er von der Regierung von Victoria eine Pension.